# Departamento Granada
Granada ist ein Departamento in Nicaragua am Nicaraguasee gelegen.
Die Hauptstadt von Granada ist die gleichnamige Stadt Granada. Das Departamento hat eine Fläche von 929 km² und eine Bevölkerungszahl von rund 194.000 Einwohnern (Berechnung 2006), was einer Bevölkerungsdichte von etwa 208 Einwohnern/km² entspricht.
Das Departamento Granada ist seinerseits wiederum in vier Municipios unterteilt:
1. Diria
2. Diriomo
3. Granada
4. Nandaime